# Olof Hammarsten (varvsägare)
Olof Hammarsten, född 24 februari 1773 på Rönö på Vikbolandet i Östergötland, död 9 augusti 1837, var en svensk kofferdikapten, redare och varvsägare.
Olof Hammarsten var son till skomakaren Per Olofsson (1738 eller 1739-1796) från Rönö. Han skickades vid 12 års ålder hemifrån för att själv tjäna sitt levebröd och fick i Norrköping lära sig räkna och skriva. Han gick i tidig ålder till sjöss och avancerade till kapten på ett eget fartyg. Han sålde sitt fartyg i början av 1810-talet och övertog 1812 kontrollen av Gamla varvet i Norrköping . Han lade så småningom om varvets verksamhet till att bygga ångfartyg, med början 1820 med den ombyggda skonerten, hjulångaren Norrköping. Under 1830-talet hade han tre ångbåtar, som gick i regelbunden trafik Norrköping-Stockholm. 
Hammarstens varv var i drift till 1857, efter Olof Hammarstens död under ledning av sonen Per Wilhelm Hammarsten.
Han var gift med  Catharina Elisabet Wahlsteen. Paret hade sonen Per Wilhelm och dottern Emelie Forsberg, som grundade en trikåfabrik i Norrköping. Olof Hammarsten var farfar till läkaren Olof Hammarsten och kyrkoherden Fredrik Hammarsten.